# Shennongjia
Shennongjia är ett skogsbruksdistrikt i Hubei-provinsen i centrala Kina omkring 400 kilometer väster om provinshuvudstaden Wuhan. 
Naturen kring Shennongjia är sedan 2016 listad av Unesco som världsarv.

## Administrativ indelning
Shennongjia bildades 1970 ur områden från den kringliggande häraderna Badong, Xingshan och Fang. Att orten har status som skogsbruksdistrikt betyder att den befinner sig på samma administrativa nivå som ett härad, men lyder direkt under provinsregeringen. Shennongjia indelas 5 köpingar, 2 socknar, and 1 "etnisk socken".
| Namn                                       | Kinesiska      | Pinyin                  |
| ------------------------------------------ | -------------- | ----------------------- |
| Songbai köping                             | 松柏镇         | Sōngbǎi Zhèn            |
| Yangri köping                              | 阳日镇         | Yángrì Zhèn             |
| Hongping köping                            | 红坪镇         | Hóngpíng Zhèn           |
| Muyu köping                                | 木鱼镇         | Mùyú Zhèn               |
| Xinhua köping                              | 新华镇         | Xīnhuá Zhèn             |
| Songluo socken                             | 宋洛乡         | Sòngluò Xiāng           |
| Jiuhu socken                               | 九湖乡         | Jiǔhú Xiāng             |
| Xiagupings etniska socken för tujia-folket | 下谷坪土家族乡 | Xiàgǔpíng Tǔjiāzú Xiāng |

## Djurliv
Orten är känd för sitt rika växt- och djurliv och kinesiska botaniker har uppskattat att det finns 3 479 olika högre växtarter i Shennongjia. Orten är också känd för sin bestånd av den utrotningshotade gyllene trubbnäsapan.